# Julieta (filme)
Julieta é um filme de drama espanhol de 2016 dirigido e escrito por Pedro Almodóvar, baseado em três contos de Alice Munro, presentes no livro Runaway (2004).A obra marca a vigésima produção de Almodóvar, estrelada por Emma Suárez e Adriana Ugarte. Daniel Grao, Inma Cuesta, Darío Grandinetti, Michelle Jenner e Rossy de Palma interpretaram os demais papéis principais de Julieta.
Estreou em 8 de abril de 2016 em seu país de origem, recebendo inúmeras críticas positivas pela imprensa espanhola e internacional. Além disso, foi apresentado no Festival de Cannes de 2016 e foi selecionado como representante da Espanha ao Oscar de melhor filme estrangeiro em 2017.

## Elenco
- Emma Suárez - Julieta
- Adriana Ugarte - Julieta (jovem)
- Daniel Grao - Xoan
- Inma Cuesta - Ava
- Michelle Jenner - Beatriz
- Darío Grandinetti - Lorenzo
- Rossy de Palma - Marian
- Susi Sánchez - Sara
- Pilar Castro - Claudia
- Joaquín Notario - Samuel
- Nathalie Poza - Juana
- Mariam Bachir - Sanáa
- Blanca Parés - Antía (18 anos)
- Priscilla Delgado - Antía (adolescente)
- Sara Jiménez - Beatriz (adolescente)